# Kōsuke Hagino
Kōsuke Hagino (萩野公介, Hagino Kōsuke), né le 15 août 1994 à Tochigi, est un nageur japonais spécialiste de la nage libre et des courses de quatre nages.

## Carrière sportive
En 2012, Kōsuke Hagino remporte la médaille de bronze en 400 m 4 nages aux Jeux olympiques de Londres.
Le 28 juillet 2013, lors des Championnats du monde de Barcelone, il gagne sa première médaille mondiale lors de la finale du 400 m nage libre en 3 min 44 s 82 derrière Sun Yang, le Chinois, et devant Connor Jaeger, l'Américain.
Le 1er août 2013, Kōsuke Hagino finit 2e de la finale du 200 m 4 nages derrière l'Américain Ryan Lochte et devant le Brésilien Thiago Pereira en 1 min 56 s 29.
Le 4 décembre 2014, il remporte la médaille d'argent du 400 mètres 4 nages aux Championnats du monde en petit bassin.
Le 6 août 2016, il met fin à une longue domination américaine sur l'épreuve du 400 m quatre nages en devenant champion olympique à Rio de Janeiro.